# Внутрішні війська МВС України
Вну́трішні війська́ Міністе́рства вну́трішніх справ Украї́ни (також Внутрішні війська та ВВ) — колишнє спеціальне військове формування держави із правоохоронними функціями, призначене для захисту життя, здоров'я, прав, свобод і охоронюваних законом інтересів громадян, суспільства і держави, конституційного ладу, безпеки і суверенітету України від злочинних та інших протиправних посягань.
Верховна Рада України законом від 13 березня 2014 року передала повноваження Внутрішніх військ до відновленої Національної гвардії України.

## Службово-бойова діяльність
Службово-бойова діяльність внутрішніх військ МВС України — загальна назва, яка відбиває характер діяльності ВВ на відміну від бойової діяльності ЗС. Збройні Сили призначені для ведення воєнних (бойових) дій у воєнний час; у мирний час вони здійснюють заходи щодо підготовки до воєнних (бойових) дій, основним змістом якої є бойова (оперативна) підготовка військ (сил). На відміну від ЗС формування ВВ у мирний час здійснюють службову діяльність у плановому регулярному порядку і власне службово-бойову діяльність.

## Основні завдання
Основними завданнями внутрішніх військ на сьогодні є:
- охорона та оборона важливих державних об'єктів, об'єктів матеріально-технічного та військового забезпечення Міністерства внутрішніх справ України;
- супроводження небезпечних вантажів;
- здійснення пропускного режиму на об'єктах, що охороняються;
- конвоювання заарештованих і засуджених;
- охорона підсудних під час судового процесу;
- переслідування і затримання заарештованих і засуджених осіб, які втекли з-під варти;
- участь в охороні громадського порядку та боротьбі із злочинністю;
- участь у ліквідації наслідків надзвичайних ситуацій на об'єктах, що охороняються;
- охорона дипломатичних представництв і консульських установ іноземних держав на території України.

Зміна пріоритетності покладених на ВВ завдань відбивається на організаційній структурі військ. До 1999 р. основу ВВ складали з'єднання та військові частини з охорони установ виконання покарань, то на сьогодні їх основу становлять з'єднання та військові частини, основним завданням яких є участь в охороні громадського порядку та боротьбі зі злочинністю.
Таким чином, перелік завдань, визначених наразі у Законі України про Внутрішні Війська, уже не відповідав вимогам сьогодення і потребував розширення та закріплення на законодавчому рівні. Тому була розроблена Концепція розвитку Внутрішніх Військ (Про затвердження «Концепції розвитку внутрішніх військ МВС України на період до 2015 року» [Текст]: наказ МВС України від 29.11.2006 р. № 1167).

## Концепція розвитку внутрішніх військ
Згідно з Концепцію розвитку внутрішніх військ МВС України на період до 2015 року на це військове формування поклали такі завдання:
- участь разом з органами внутрішніх справ в охороні громадського порядку шляхом несення патрульно-постової служби у населених пунктах, а також у забезпеченні громадської безпеки під час проведення масових заходів;
- охорона та оборона важливих державних об'єктів, ядерних установок, ядерних матеріалів, радіоактивних відходів, інших джерел іонізуючого випромінювання;
- супроводження спеціальних державних вантажів під час транспортування;
- конвоювання осіб, узятих під варту, підсудних, осіб, засуджених до позбавлення волі, до судів та охорона їх під час судового засідання; переслідування і затримання таких осіб, якщо вони втекли з-під варти; екстрадиція;
- охорона дипломатичних представництв і консульських установ іноземних держав і представництв міжнародних організацій в Україні;
- участь разом з органами внутрішніх справ у вжитті невідкладних заходів з порятунку людей, охороні майна, що лишилося без догляду, в охороні громадського порядку у надзвичайних ситуаціях, а також у забезпеченні режиму надзвичайного стану;
- участь у припиненні масових безладів у населених пунктах, а у разі необхідності — й у виправних установах;
- участь у локалізації і нейтралізації не передбачених законом воєнізованих або збройних формувань на території країни;
- участь у заходах з припинення дій організованих злочинних, диверсійних і терористичних груп;
- участь у виконанні завдань з територіальної оборони України.

Планується, що до складу внутрішніх військ організаційно входитимуть Головне управління, територіальні командування, бригади, полки, центри, окремі батальйони, Академія внутрішніх військ МВС України та підрозділи забезпечення. За оперативним призначенням внутрішні війська поділятимуться на «Територіальні сили правопорядку», «Сили оперативного втручання», «Сили спеціальної охорони і оборони», «Сили забезпечення та підтримки військ».

## Історія

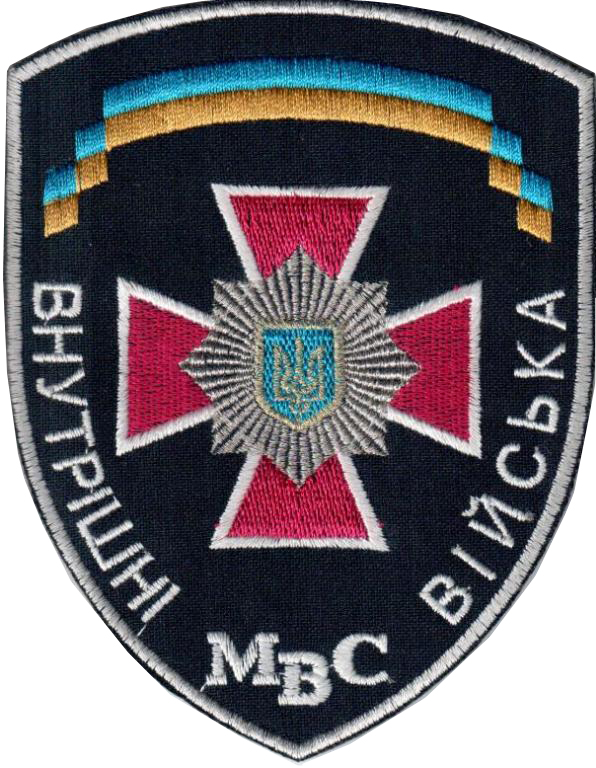
Загін спеціального призначення ВВ

### Часи СРСР
- 1918: Січень — березень 1918 р. Створені перші збройні загони при ВНК і надзвичайних комісіях на місцях.
- 1918: 18 березня. Об'єднання загонів місцевих НК в Бойовий загін ВНК.
- 1918: 20 квітня. Наказом Народного Комісаріату з військових справ конвойна сторожа, яка існувала раніше, реорганізована на нових принципах. Для керівництва нею заснована Головна інспекція конвойної сторожі при Наркоматі юстиції РСФСР. 13 червня. Рішенням ВНК усі загони, яки перебували при НК у центрі й на місцях, були об'єднані в Корпус військ ВНК на чолі зі штабом. 3 грудня 1918 р. З установленням Радянської влади в Україні, як і Росії, були створені органи її захисту — Всеукраїнська Надзвичайна комісія (ВУНК).

Корпус військ ВУНК. Внутрішня охорона республіки — ВОХР
- 1919: Січень. Створення Особливого корпусу військ ВУНК. (Першим командиром було призначено Ф. Г. Ніколаєнка).
- 1919: Травень. Прийнято постанову «О войсках вспомогательного назначения». Створено війська внутрішньої охорони Республіки (ВОХР), до складу яких увійшли всі війська допоміжного призначення, що були раніше в розпорядженні господарських відомств — (Наркомпрод, Головвода, Головнафта, Головцукор) та інших. Штаб військ ВНК перейменовано у штаб військ ВОХР, а в червні — у Головне управління військ ВОХР. Створено сектори ВОХР: Московський, Курський, Петроградський, Східний, Київський (30 червня).

Війська внутрішньої служби — ВНУС
- 1920: Лютий — червень. В Україні створено перші конвойні команди — Київська Харківська, Одеська. Пізніше було створено інші частини конвойних військ. 1 вересня. За постановою Ради Праці й Оборони проведено реорганізацію військ ВОХР, які стали називатися військами внутрішньої служби Республіки (ВНУС). До цього охоронні формування перебували у складі трьох відомств — вартової частини Всеросійського Головного штабу, Наркомату юстиції і частини ВОХР — НКВС.

Війська ВНК
- 1921: 19 січня. Постановою РПО всі частини і загони ВНК зведено в особливий вид військ — війська ВНК.

Державне політичне управління (ДПУ) при НКВС РСФСР. Корпус конвойної сторожі України
- 1922: 6 лютого. Скасовано ВНК і створено Державне Політичне Управління (ДПУ) при НКВС РСФСР. 22 березня. Постановою ВУЦВК ВУНК було перетворено на ДПУ. Війська ВНК реорганізовані у війська ДПУ.
- 1922: Жовтень. Конвойні частини і підрозділи в Україні об'єднано в Корпус конвойної сторожі України.

Об'єднане державне політичне управління — ОДПУ
- 1923: 15 листопада. Постанова про реорганізацію ДПУ в Об'єднане державне політичне управління (ОДПУ).
- 1927: 14 липня. Постановою РНК СРСР охорону промислових підприємств, що мали оборонне значення, покладено на внутрішні війська.
- 1931: 4 грудня. Охорону та оборону залізничних об'єктів покладено на внутрішні війська.

Війська прикордонної та внутрішньої охорони НКВС
- 1934: 10 липня. Постановою ЦВК СРСР створено загальносоюзний Народний комісаріат внутрішніх справ (НКВС). Війська ОДПУ перейменовано в прикордонну та внутрішню охорону НКВС СРСР.
- 1934: 8 березня. Головне управління прикордонних та внутрішніх військ було розділено на шість Головних управлінь у складі НКВС СРСР: Головне управління прикордонних військ; Головне управління з охорони залізничних споруд; Головне управління з охорони особливо важливих підприємств промисловості; Головне управління конвойних військ; Головне управління військового забезпечення; Головне військово-будівельне управління.
- 1934: 1 вересня. Прийнято закон «Про загальний військовий обов'язок». У законі передбачено, що внутрішні війська є складовою частиною Збройних Сил СРСР.
- 1941: 4 березня. Створено управління оперативних військ НКВС СРСР.
- 1941: 22 червня. З перших днів Німецько-радянської війни прикордонні та внутрішні війська НКВС брали участь в боях. Частини внутрішніх військ охороняли тил радянської армії. Виконували завдання: вели боротьбу з німецькими авіадесантами і ДРГ; несли гарнізонну службу з охорони громадського порядку; охороняли важливі радянські державні об'єкти та майно; охороняли залізничні комунікації та супроводжували ешелони з вантажами до фронту; конвоювали та охороняли військовополонених та інше.
- 1942: Січень. Управління оперативних військ переформовано в Управління внутрішніх військ.

Внутрішні війська НКВС Українського округу
- 1943: 13 лютого. Сформовано Управління внутрішніх військ Українського округу.
- 1946: 20 квітня. На внутрішні війська покладено охорону науково-дослідних інститутів і лабораторій оборонного значення.
- 1946: 27 квітня. Сформовано 5 комендатур з охорони особливо-важливих підприємств промисловості.

#### Внутрішні війська МВС СРСР
- 1953: 10 березня. Прийнято рішення про об'єднання МДБ СРСР і МВС СРСР в одне міністерство МВС СРСР.
- 1953: 11 квітня. Управління внутрішніх військ Українського округу перетворено в Управління внутрішніх військ МВС УРСР.
- 1960: 13 січня. Скасовано МВС СРСР. Його функції передано МВС союзних республік. Частини внутрішніх військ перейшли в їх підпорядкування.
- 1962: Серпень. Функції МВС УРСР передано міністерству охорони громадського порядку (МОГП) УРСР.
- 1966: 23 липня. У складі внутрішніх військ сформовано спеціальні моторизовані частини міліції (СМЧМ) для надання допомоги органам міліції в охороні громадського порядку.
- 1968: 25 листопада. Міністерство охорони громадського порядку перейменовано у МВС СРСР.
- 1979: 10 липня. Постановою Ради міністрів СРСР охорону Чорнобильської АЕС покладено на внутрішні війська. Пізніше ВВ прийняли під охорону й інші АЕС України.
- 1986: 26 квітня. Частини внутрішніх військ України у числі перших прибули в зону аварії на ЧАЕС, і приступили до ліквідації наслідків трагедії.

### Часи незалежної України
- 1991: 20 грудня. Указ Верховної Ради України «Про підпорядкування Україні внутрішніх військ, дислокованих на її території».
- 1991: 4 грудня. В підпорядкування командувача Національної гвардії України передано в повному складі з озброєнням і технікою оперативні військові частини та спеціальні моторизовані частини міліції внутрішніх військ.

Війська внутрішньої та конвойної охорони МВС України
- 1992: 5 січня. У складі МВС України створено Головне управління внутрішньої та конвойної охорони.
- 1992: 26 березня. Верховна Рада України прийняла закон «Про війська внутрішньої та конвойної охорони МВС України».
- З весни 1994 року у складі ВВ та КО МВС України створено військові частини спеціального призначення для швидкого реагування при надзвичайних обставинах.

Внутрішні війська МВС України
- 1995: 31 жовтня. Військам було повернено історичну назву «Внутрішні війська МВС України».
- 1996: 26 березня. Вийшов Указ Президента України «Про День внутрішніх військ Міністерства внутрішніх справ України».
- 1996: 18 квітня. Видано Постанову Кабінету міністрів України «Про охорону та оборону особливо важливих об'єктів державної власності» ВВ МВС України.
- 1997: 30 травня. Створено Військову раду ВВ МВС України.
- 1999: 15 березня. У складі столичної СМВЧМ створено окрему роту Почесної варти, з часом — спеціальний батальйон Почесної варти.
- 1999: 17 грудня. Указ Президента України «Про передачу підрозділів Національної гвардії України до складу інших військових формувань». Внутрішні війська прийняли до свого складу більшість з'єднань, частин та установ розформованої НГУ.
- 2000: З серпня. ВВ МВС України брали участь у міжнародній миротворчій діяльності держави в складі Спеціального миротворчого підрозділу МВС України місії ООН у Косово (до 16.12.2008).
- 2000: 6 листопада. Наказом міністра МВС України введено в дію «Положення про територіальне командування».
- 2000: 21 грудня. На внутрішні війська покладено охорону дипломатичних і консульських представництв іноземних держав в Україні.
- 2002: 28 січня. Указом Президента України «Про символіку внутрішніх військ МВС України» засновано емблему та Прапор внутрішніх військ.
- 2004: 14 квітня. Наказом командувача ВВ МВС України затверджено «Положення про задачу кваліфікаційних іспитів з професійної підготовки особовим складом підрозділів спеціального призначення та порядок вручення і носіння Крапового берета у внутрішніх військах МВС України».
- 2007: 6 червня. Указом Президента України визначено, що органом військового управління внутрішніх військ є Головне управління ВВ МВС України.

## Структура

Внутрішні війська МВС у 2007 році.

Затверджена наказом № 260 командувача внутрішніх військ МВС України генерала Станіслава Шуляка від 25 червня 2012 і включає: Головне управління внутрішніх військ МВС України та 6 управлінь територіальних командувань: Північне (м. Київ), Південне (м. Одеса), Східне (м. Донецьк), Західне (м. Львів), Центральне (м. Дніпропетровськ) і Кримське (м. Сімферополь) із підпорядкованими з'єднаннями, військовими частинами, закладами та установами дислокованими в містах, які входять до зон відповідальності. Укомплектованість внутрішніх військ особовим складом за категоріями на кінець 2012 року: штат —33 300, список — 30 832, некомплект — 2 468.

### Головне управління
Начальник Головного управління внутрішніх військ МВС України — командувач внутрішніх військ МВС України. Головному управлінню внутрішніх військ МВС України підпорядковані військові частини, навчальні заклади та установи:
- 5 окремих батальйонів з охорони атомних електростанцій;
- Гвардійська авіаційна база;
- Академія внутрішніх військ;
- Факультет внутрішніх військ НАВС;
- Навчальний центр внутрішніх військ
- Об'єднаний вузол зв'язку;
- Центральна база забезпечення Головного управління внутрішніх військ МВС України;
- Окрема база із зберігання зброї та боєприпасів;

база виробничо-технологічної комплектації;
- Центральна база забезпечення пально-мастильними матеріалами;
- Ансамбль пісні й танцю МВС України;
- Інформаційно-видавничий центр;
- Спортивна команда;
- Центральний архівний відділ.

#### Апарат командувача внутрішніх військ
Апарат командувача внутрішніх військ МВС України є структурним підрозділом Головного управління внутрішніх військ МВС України, що організаційно забезпечує виконання завдань і функцій, покладених на командувача внутрішніх військ МВС України. Апарат командувача внутрішніх військ підпорядковується командувачеві внутрішніх військ МВС України. Безпосереднє керівництво цим підрозділом здійснює керівник апарату командувача внутрішніх військ МВС України з питань режиму та діяльності — секретар військової ради. Структура та чисельність апарату командувача внутрішніх військ визначаються штатами ГУВВ. Чисельність Головного управління внутрішніх військ визначена розпорядженням Кабінету Міністрів України і становить 286 осіб.
До складу апарату командувача внутрішніх військ входять:
- відділ міжнародного співробітництва;
- відділ документального забезпечення та контролю;
- служба роботи з публічною інформацією у складі відділу ДЗК;
- служба спеціального зв'язку;
- адміністративно-аналітична служба.

Основними завданнями апарату командувача внутрішніх військ є:
- організаційне та інформаційно-аналітичне забезпечення діяльності командувача внутрішніх військ МВС України;
- участь у розробці проектів законів України, інших нормативно-правових актів, програм будівництва та розвитку внутрішніх військ МВС України, концепцій, директив, наказів, розпоряджень командувача внутрішніх військ МВС України, які регламентують діяльність внутрішніх військ ГУВВ або пов'язані із забезпеченням найбільш важливих напрямків діяльності внутрішніх військ МВС України;
- реалізація засад державної політики щодо забезпечення інформаційної безпеки у внутрішніх військах;
- організація та здійснення міжнародного співробітництва внутрішніх військ у межах їх компетенції з аналогічними військовими формуваннями іноземних держав‚ що виконують правоохоронні функції;
- протокольне забезпечення офіційних заходів за участю командувача внутрішніх військ МВС України, у тому числі засідання військової ради;
- організація прийому та протокольне забезпечення візитів делегацій, окремих представників військових правоохоронних структур іноземних держав до внутрішніх військ, міжнародних зустрічей, конференцій та інших заходів;
- ведення несекретного діловодства в ГУВВ згідно з порядком, установленим у системі МВС України, здійснення контролю за веденням загального діловодства в управліннях територіальних командувань, військових частинах та навчальних закладах і установах внутрішніх військ;
- здійснення контролю за виконанням структурними підрозділами ГУВВ, з'єднаннями, військовими частинами, навчальними закладами і установами внутрішніх військ рішень військової ради, наказів та розпоряджень командування внутрішніх військ;
- забезпечення реалізації в ГУВВ законодавства України щодо доступу до публічної інформації;
- здійснення реєстрації заяв, скарг, пропозицій громадян, запитів і звернень народних депутатів України, що надходять до ГУВВ, подання їх для прийняття рішень командувачеві внутрішніх військ МВС України та його заступникам;
- планування, організація та забезпечення спеціального зв'язку у внутрішніх військах МВС України.

## Територіальні командування
Територіальним командуванням внутрішніх військ МВС України згідно наказу Міністра Внутрішніх Справ України «Про створення територіальних управлінь у Внутрішніх Військах» підпорядковані військові частини:

### Західне ТРК (в/ч 2250, Львів)
- Військова частина 1141 (Луцьк)

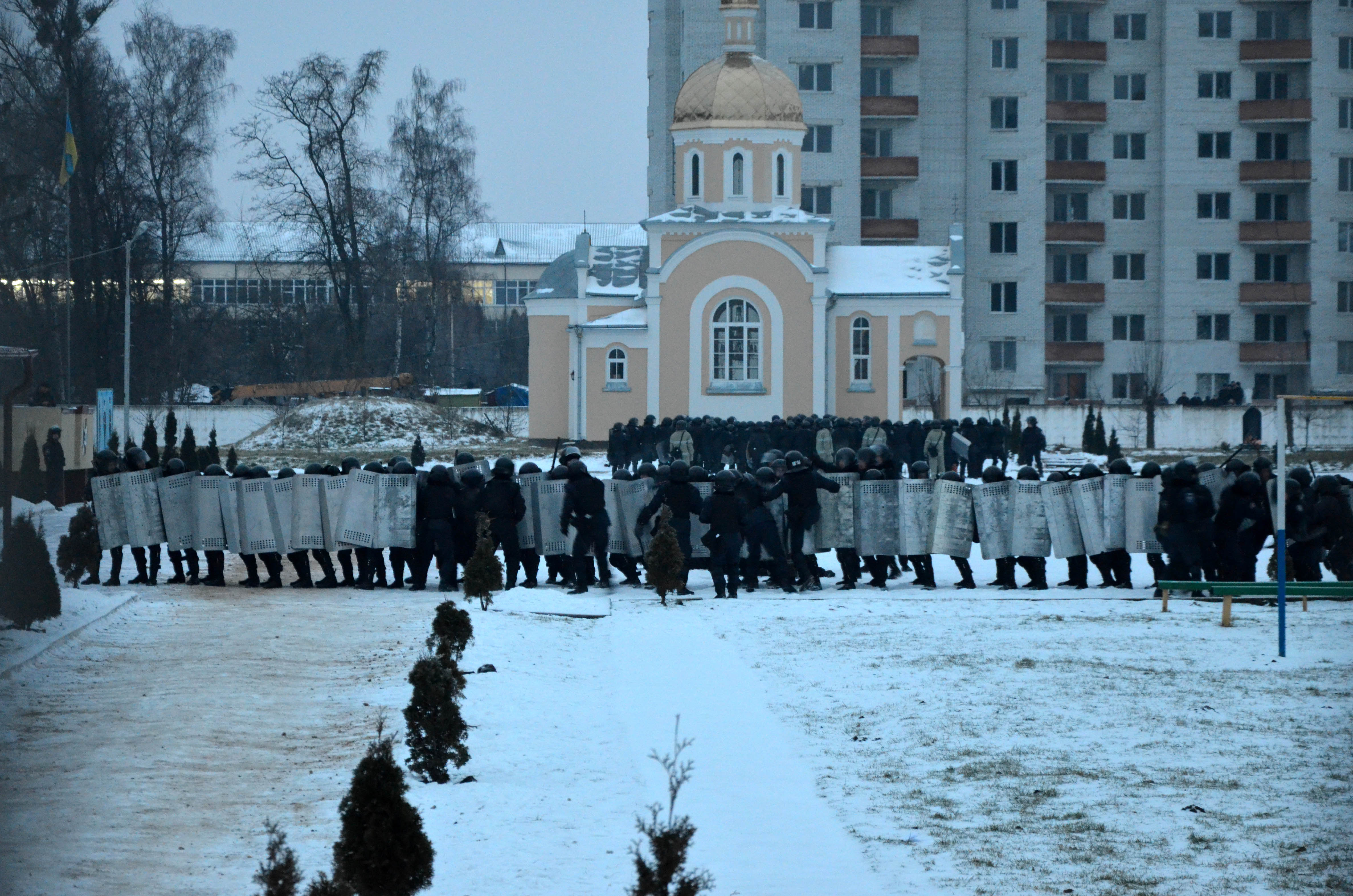
Тренування Внутрішніх військ на вулиці Рубчака у Львові під час Євромайдану

- Військова частина 1241 (Івано-Франківськ, Калуш, Чернівці)
- Військова частина 3002 (Львів, Тернопіль (вул. Будного 1а), Рівне, Ужгород)
- Військова частина 3008 (Вінниця)
- Військова частина 3028 "Ягуар" (Калинівка, Вінницька область)
- Військова частина 3053 (Хмельницький)
- Військова частина 3080 (Золочів) Госпіталь
- Військова частина 4114 (Львів)

### Кримське ТРК (в/ч 2222, Сімферополь)
- Військова частина 3009 (Сімферополь)
- Військова частина 3055 (Євпаторія)
- Військова частина 3058 (Гаспра)
- Військова частина 4110 (Севастополь)
- Військова частина 4125 "Тигр" (Феодосія-13, с. Краснокам'янка, Судак)

### Південне ТРК (в/ч 3003, Одеса)
- Військова частина 3026 (Запоріжжя)
- Військова частина 3012 (Одеса)
- Військова частина 3014 (Одеса)
- Військова частина 3029 "Гепард" (Запоріжжя)
- Військова частина 3033 (Запоріжжя, Мелітополь, Бердянськ, Енергодар)
- Військова частина 3039 (Миколаїв)
- Військова частина 3056 (Херсон)

### Північне ТРК (в/ч 3001, Київ)

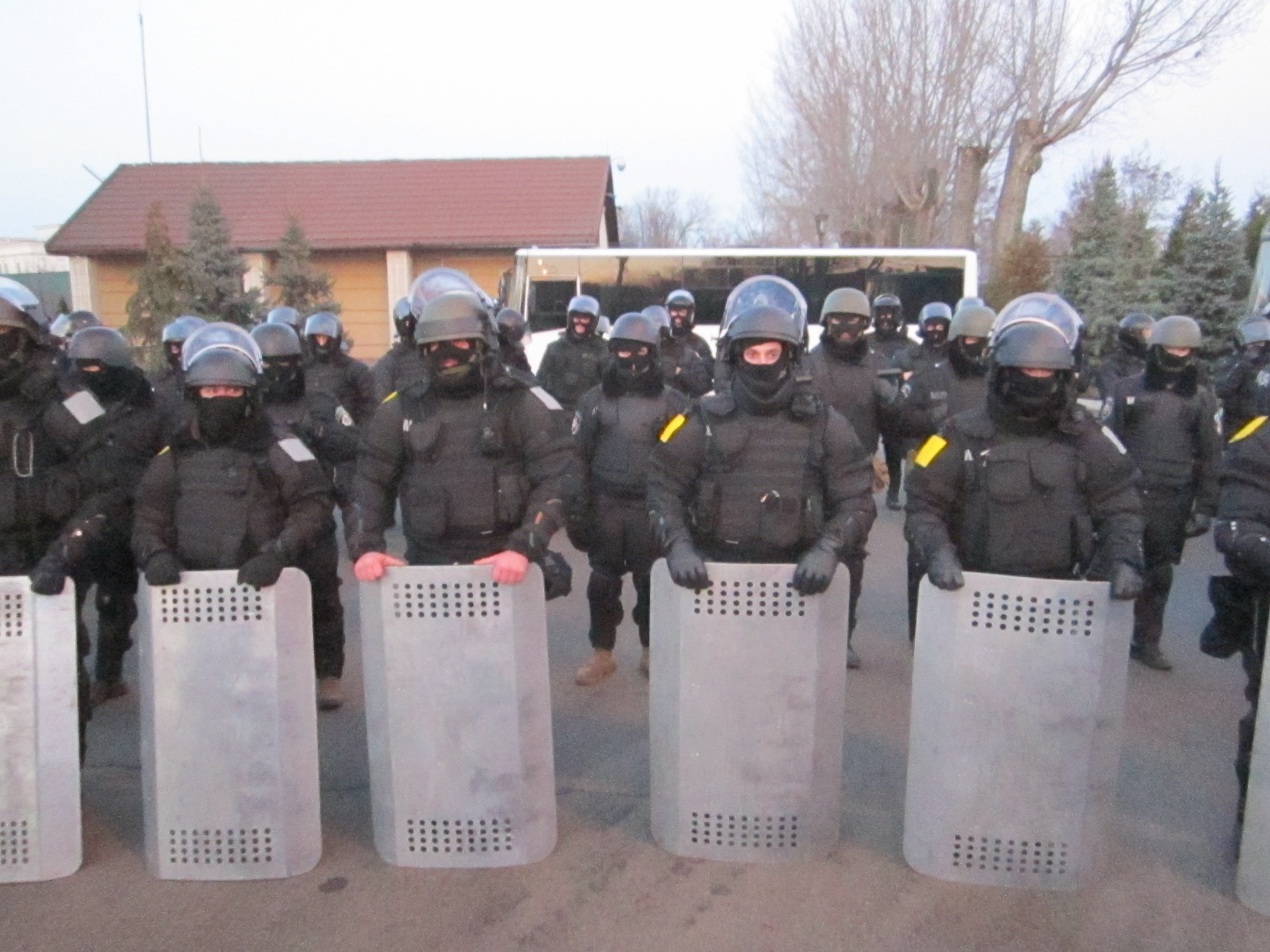
Кордон спецпризначенців підрозділу "Омега" перед головним заїздом до приватної резиденції колишнього президента України Януковича «Межигір'я». 29 грудня 2013 року

- Військова частина 3027 "Барс" (смт. Нові Петрівці)
- Військова частина 2260 (Київ)
- Військова частина 3030 (Київ)
- Військова частина 3047 (Житомир)
- Військова частина 3061 (Черкаси)
- Військова частина 3066 (Київ)

### Східне ТРК (в/ч 2240, Донецьк)
- Військова частина 3022 (Шостка)
- Військова частина 3023 (Донецьк)
- Військова частина 3004 (Донецьк)
- Військова частина 3005 (Харків)
- Військова частина 3035 (Луганськ)
- Військова частина 3037 (Донецьк)
- Військова частина 3051 (Суми)
- Військова частина 3057 (Маріуполь)
- Військова частина 2249 (Донецьк)

### Центральне ТРК (в/ч 3006, Дніпропетровськ)
- Військова частина 3011 (Кривий Ріг, Кіровоград)
- Військова частина 3021 (вул. Чичеріна, 43, Дніпропетровськ, 49008)
- Військова частина 3024 (вул. Заводська, 53, Павлоград, Дніпропетровська область, 51402)
- Військова частина 3036 (Дніпропетровськ)
- Військова частина 3052 (Полтава)
- Військова частина 3054 (Дніпропетровськ)
- Військова частина 3059 (Кременчук)

### Частини прямого підпорядкування
- Військова частина 3041 (Славутич)
- Військова частина 3042 (Енергодар)
- Військова частина 3043 (Нетішин)
- Військова частина 3044 (Южноукраїнськ)
- Військова частина 3045 (Вараш)
- Військова частина 2269 (вул. Діброви, 77/95, Кіровоградська область, Олександрія, 28000)
- Військова частина 3077 (с. Нові Петрівці, Вишгородський район, Київська область, 07300)
- Військова частина 3078 (вул. Нижньоюрківська, 8а, Київ, 04080)
- Військова частина 2276 (с. Климентове, Охтирський район, Сумська область, 42700)
- Військова частина 2274 (Запоріжжя)
- Військова частина 3081 (Київ, ансамбль)

### Командувачі і начальники
70-річна історія Головного управління внутрішніх військ, Силові структури (1991—2014)
- 1943—1945  — Марченков Михайло Петрович, начальник внутрішніх військ МВС УРСР
- 1945—1952  — Фадєєв Сергій Максимович, начальник внутрішніх військ МВС УРСР
- 1952—1953  — Соколенко Іван Прокопович, начальник внутрішніх військ МВС УРСР
- 1953—1960  — Наумов Михайло Іванович, начальник внутрішніх військ МВС УРСР
- 1960—1970  — Булдович Роман Єлисейович, начальник внутрішніх військ МВС УРСР
- 1970—1985  — Ганнусенко Іван Маркович, начальник внутрішніх військ МВС УРСР
- 1985—1990  — Алекса Микола Тимофійович, начальник внутрішніх військ МВС УРСР
- 1990—1993  — Чупренко Микола Іванович, командувач внутрішніх військ МВС України
- 1993—1996  — Борисенко Володимир Андрійович, командувач внутрішніх військ МВС України
- 1996—2001  — Поважнюк Володимир Гаврилович, командувач внутрішніх військ МВС України
- 2001—2001  — Литвин Микола Михайлович, командувач внутрішніх військ МВС України
- 2001—2005  — Попков Сергій Єгорович, командувач внутрішніх військ МВС України
- 2005—2010  — Кіхтенко Олександр Тимофійович, командувач внутрішніх військ МВС України
- 2010—2010  — Воробйов Володимир Іванович, командувач внутрішніх військ МВС України[10][11]
- 2010—2012  — Яровий Сергій Анатолійович, командувач внутрішніх військ МВС України
- 2012—2014  — Шуляк Станіслав Миколайович, командувач внутрішніх військ МВС України, генерал-лейтенант[12].
- лютий — березень 2014  — Полторак Степан Тимофійович, командувач внутрішніх військ МВС України

## Озброєння

### Стрілецька зброя і засоби ближнього бою
- 5,45 мм автомати Калашникова АК-74
- 5,45 мм автомати Калашникова АКС-74 з прикладом, що складається
- 5,45 мм автомати Калашникова АКС-74У укорочені з прикладом, що складається
- 5,45 мм автомати Калашникова з нічним прицілом НСПУ
- 9 мм пістолети Макарова ПМ
- 5,45 мм ручні кулемети РПК-74
- 26 мм сигнальні пістолети
- 7,62 мм снайперські гвинтівки СВД з оптичним прицілом
- 9 мм пістолети 6П9 для безшумної і безвогневої стрільби
- 40 мм підствольні гранатомети ГП-25
- 7,62 мм кулемети ПКМ, ПКМС
- 30 мм автоматичні гранатомети АГС-17
- Ручні протитанкові гранатомети РПГ-7В з прицілом ПГО-7В
- 7,62 мм кулемети ПКТ
- 14,5 мм крупнокаліберні кулемети Владімірова КПВТ

### Зброя і оптичні прилади для спортивних цілей
- 5,6 мм гвинтівки спортивні СМ-2 (ТОЗ-12)
- 7,62 мм револьвери спортивні
- 5,6 мм пістолети спортивні
- 5,6 мм малокаліберні гвинтівки
- Зорові труби

### Артилерія, міномети, протитанкові і зенітні засоби
- 85 мм гармати Д-44
- 85 мм гармати  Д-48
- 82 мм батальйонні міномети
- Станкові протитанкові гранатомети СПГ-9
- 23 мм спарені зенітні установки ЗУ-23

### Засоби індивідуального бронезахисту та активної оборони
- Захисні жилети (за класами захисту): «спеціального» класу
  - 1-А класу
  - 2-А класу
  - 3-6 класу
- Протикульні щити
- Протиударні щити
- Комплекти для захисту рук і ніг
- Шоломи армійські
- Протиударні шоломи із забралом
- Протикульні шоломи
- Кийки гумові
- Наручники

### Ручні гранати
- Наступальні ручні протипіхотні осколкові гранати РГН
- Наступальні ручні протипіхотні осколкові гранати РГД-5
- Оборонні ручні протипіхотні гранати РГО
- Оборонні ручні протипіхотні гранати Ф-1
- Ручні кумулятивні гранати типу РКГ-3

### Техніка
- БТР-60
- БТР-70
- БТР-80
- БРДМ-2
- ЗУ-23-2
- ЗСУ-23-4
- Мі-8
- УАЗ-469
- УАЗ-452
- ГАЗ-66
- ГАЗ-3309
- ЗІЛ-131
- Урал-4320
- КАМАЗ-4310
- КрАЗ-5233
- Bag Tomcar
- Спецавтомобіль «Торнадо-2»
- Спецавтомобіль «Шторм»
- Спецавтомобіль «Лавина-Ураган»

## Звання
| Україна · (Ред.)      |                       |                       |                       |                    |                    |                    |                |           |           |              |       |       |         |         |                   |           |                    |
| Генерал армії України | Генерал армії України | Генерал армії України | Генерал армії України | Генерал- полковник | Генерал- полковник | Генерал- лейтенант | Генерал- майор | Полковник | Полковник | Підполковник | Майор | Майор | Капітан | Капітан | Старший лейтенант | Лейтенант | Молодший лейтенант |

| Україна · (Ред.)  |                   |           |           |           |           |          |          |          |                 |         |         |         |         |         |         |                  |                  |                  |                  |                  |                |                |                |                |                |        |
| Старший прапорщик | Старший прапорщик | Прапорщик | Прапорщик | Прапорщик | Прапорщик | Старшина | Старшина | Старшина | Старший сержант | Сержант | Сержант | Сержант | Сержант | Сержант | Сержант | Молодший сержант | Молодший сержант | Молодший сержант | Молодший сержант | Молодший сержант | Старший солдат | Старший солдат | Старший солдат | Старший солдат | Старший солдат | Солдат |